# Neolosbanus pilosus
Neolosbanus pilosus är en stekelart som beskrevs av John M. Heraty 1994. Neolosbanus pilosus ingår i släktet Neolosbanus och familjen Eucharitidae.
Artens utbredningsområde är Vietnam. Inga underarter finns listade i Catalogue of Life.